# Joe McCluskey
Joseph Paul McCluskey, detto Joe (Manchester, 2 giugno 1911 – Madison, 31 agosto 2002), è stato un siepista statunitense, medaglia di bronzo ai Giochi olimpici di Los Angeles 1932.

## Palmarès
| Anno | Manifestazione  | Sede        | Evento       | Risultato | Prestazione | Note |
| ---- | --------------- | ----------- | ------------ | --------- | ----------- | ---- |
| 1932 | Giochi olimpici | Los Angeles | 3460 m siepi | Bronzo    | 10'46"2     |      |
| 1936 | Giochi olimpici | Berlino     | 3000 m siepi | 10º       | 9'29"4      |      |